# Ferrovie Nazionali Giapponesi
Le Ferrovie Nazionali Giapponesi (日本国有鉄道?, Nippon Kokuyū Tetsudō), abbreviato in Kokutetsu (国鉄?),  furono le ferrovie gestite dallo stato del Giappone tra il 1949 e il 1987. Sono oggi gestite dal Japan Railways Group.

## Storia
La rete ferroviaria era divenuta di proprietà statale al termine del processo di nazionalizzazione delle ferrovie nel 1907. In seguito le ferrovie passarono per le mani di diversi uffici fino alla creazione di un ministero apposito nel 1920, che le diede il nome di Ferrovie del Governo del Giappone. Durante la seconda guerra mondiale molte linee ferroviarie vennero smantellate a causa del bisogno di acciaio derivante dallo sforzo bellico.
Nel 1949 le Ferrovie del Governo del Giappone furono riorganizzate per opera del Comandante supremo delle forze alleate diventando a tutti gli effetti una azienda pubblica di Ferrovie Nazionali Giapponesi.
Con il nuovo assetto a partire dalla seconda metà degli anni cinquanta l'azienda espanse rapidamente la rete per andare incontro ai sempre crescenti bisogni di una popolazione che necessitava sempre più di un sistema di trasporto merci e passeggeri rapido e capillare. Nel 1964 in occasione dei giochi della XVIII Olimpiade venne inaugurato il Tōkaidō Shinkansen, la prima linea ad alta velocità della storia. Il progetto ebbe un successo tale da convincere i dirigenti ad affiancare all'espansione della rete tradizionale anche il progetto per la creazione di una rete appositamente dedicata all'alta velocità. Nel 1975 la JNR ebbe il merito di riuscire ad inaugurare in tempi brevi anche il Sanyō Shinkansen, a cui seguirono il Jōetsu Shinkansen nel 1982 e il Tohoku Shikansen che al momento dello scioglimento della JNR era quasi completo.
Tuttavia la rapidissima espansione della rete ferroviaria nel periodo post-bellico causò alla compagnia un pesantissimo debito che ne condizionò l'esistenza fino alla sua fine, per riuscire a sviluppare nuovi progetti i dirigenti erano costretti infatti a chiedere di continuo nuovi prestiti massicci.
Nel 1987 la situazione raggiunse il punto di non ritorno, l'azienda aveva debiti per oltre 25 trilioni di Yen (oltre 200 miliardi di dollari americani) e il governo scelse la via della privatizzazione dando vita al Japan Railways Group, tuttora operante.

## Rete
Il 1º giugno 1949 (data di creazione della compagnia), essa operava su 19.756,8 km di linea a scartamento ridotto (1.067 mm) ereditati dalle Ferrovie del Governo del Giappone in 46 delle 47 prefetture del Giappone (L'unica a fare eccezione è la Prefettura di Okinawa, che tuttora non ha linee ferroviarie ad eccezione della Monorotaia di Okinawa). Durante i trenta anni seguenti la rete venne radicalmente modificata eliminando le linee cadute in disuso e costruendone di nuove portando l'estensione totale fino ad un massimo di 21.421,1 km nel 1981 (Shinkansen esclusi). In seguito all'aggravarsi dei problemi finanziari la JNR ritenne troppo oneroso gestire una rete così estesa (e in parte improduttiva) decidendo di eliminare le linee giudicate superflue e riducendo la rete. Il 31 marzo 1987, ultimo giorno di vita della JNR, la rete si estendeva per 19.633,6 km (Shinkansen esclusi).
La rete Shinkansen, il primo treno ad alta velocità del mondo debuttò con la JNR nel 1964. A fine 1987 erano operative quattro linee:
Tōkaidō Shinkansen515.4 km completato nel 1964
Sanyō Shinkansen553.7 km completato nel 1975
Tōhoku Shinkansen492.9 km al 1987
Jōetsu Shinkansen269.5 km completato nel 1982

## Altre attività
Tra il 1950 e il 1965 la JNR ebbe il controllo della squadra di baseball professionistico Rondini Kokutetsu (国鉄スワローズ?, Kokutetsu Suwarōzu). La rondine era anche il simbolo della JNR.
Le Rondini Kokutetsu esistono tuttora con il nome di Tokyo Yakult Swallows.